# 申光绥
申光綏（韓語：신광수，1731年—1775年），字履之，本貫平山申氏，朝鮮王朝中期的駙馬；朝鮮英祖第七女和协翁主的丈夫，封號永城尉（영성위）。領議政申晚次子。

## 生平
英祖十九年（1743年）四月，申光綏通過駙馬三揀擇，被選為和协翁主的儀賓，並被封為永城尉。根據和協翁主弟媳惠慶宮洪氏的描述，英祖對子女有差別待遇，厭惡和協翁主、莊獻世子（思悼世子）姐弟兩人，連帶使得申光綏也被英祖冷落:255。英祖二十八年十一月二十七日（1753年1月1日），和協翁主過世；由於她沒有生育子女，英祖三十一年（1755年）申光勉第二子「達喜」（後改名申在善）被過繼給申光綏。
英祖三十八年（1762年）閏五月，英祖在羅景彥告變事件（世子惡行被揭發）後，將申晚任命為領議政。英祖常跟申晚討論關於世子的事，因此莊獻世子認為申晚向英祖進讒言陷害自己、又相信羅景彥事件是申晚指使的:315。同月十日，申光綏在司甕院負責膳食，莊獻世子追究魚不新鮮一事要召見他，申光綏不去。世子大怒，四處追殺申光綏；虽然他是自己的姐夫，世子想要以申光綏的性命要挟申晚。申光綏逃到南門樓（一說東門樓）躲藏，莊獻世子因此沒收了他的官服、腰带等許多日常用具，並將其燒毀。三天後，發生了壬午禍變，世子被廢為庶人並被英祖活活餓死:316。
英祖的孫子正祖繼位後，清算了曾對自己不利的鄭厚謙（和缓翁主养子）、前右議政洪麟漢（惠慶宮洪氏叔父）、前領議政申晦（申光綏叔父）等人。申光綏由於生前跟鄭厚謙的密切關係，在正祖元年（1777年）被追削爵位；在王室族譜《璿源世譜》中的紀錄，也改為「申光綏初封永城尉」。纯祖三十年（1830年），申光綏因孫子申锡洪上書鳴冤而得以平反，恢复爵位。

## 家族
- 祖父：申思喆（1672－1759），字明敘，戶曹判書[15]:804
- 祖母：全州李氏（1672－1743），孝寧大君後裔，李揆一的女兒[16]
  - 父：申晚（朝鲜语：신만）（1703－1765），字汝成，諡號孝正
  - 母：全州李氏（1704－1736），廣平大君後裔；李顯應長女，母豐山洪氏本名「可愛」[17]。祖父為肅宗時領議政李濡；外祖父為貞明公主長孫洪重箕[18][19]。育有三子
    - 同母兄：申光紹（1722－1751），字述之，有一子二女
    - 同母弟：申光緝（1734－1790），字敬之，過繼給叔父申晦（朝鲜语：신회）；有六子四女

  - 繼母：慶州崔氏（朝鲜语：경주 최씨）（1722－1790），崔命達之女、外祖父為臨瀛大君後裔[20]；育有二子一女
    - 妻：和協翁主（1733－1753），早逝，無子女
      - 養子：申在善（1753－1810），字君元；申光綏族兄申光勉次子[15]:798
      - 媳婦：南陽洪氏（朝鲜语：남양 홍씨 (당홍계)）（1750－1810），洪宗海次女[21]
        - 養孫：申錫洪（1803－1848），字稚川，申光綏姪兒申在顯次子、申光緝孫；有四子二女[22]:963-964
        - 庶孫：申錫保（1778－1836），字時民，申在善庶子；有一子五女

    - 妾：原州邊氏（朝鲜语：원주 변씨）（1739－1817）
      - 庶子：申在遜（1769－1825），本名在順、字君讓；娶讓寧大君後裔、李普徽庶次女全州李氏[23]；有一子二女

    - 異母弟：申光炯（1746－1825），字尚之，有四女
    - 異母弟：申光緯（1753－1822），字義之，有三子三女
      - 姪兒：申在準（1793－1846），字伯繩，申光緯長子
        - 姪孫女：平山申氏（1832－1857），申在準獨生女，是永平君李景應（莊獻世子曾孫）的元配夫人[24][22]:965

    - 異母妹：平山申氏（1754－1790），沈能喆元配夫人；有一女[25]